# 노스캐롤라이나주의 통계 지구

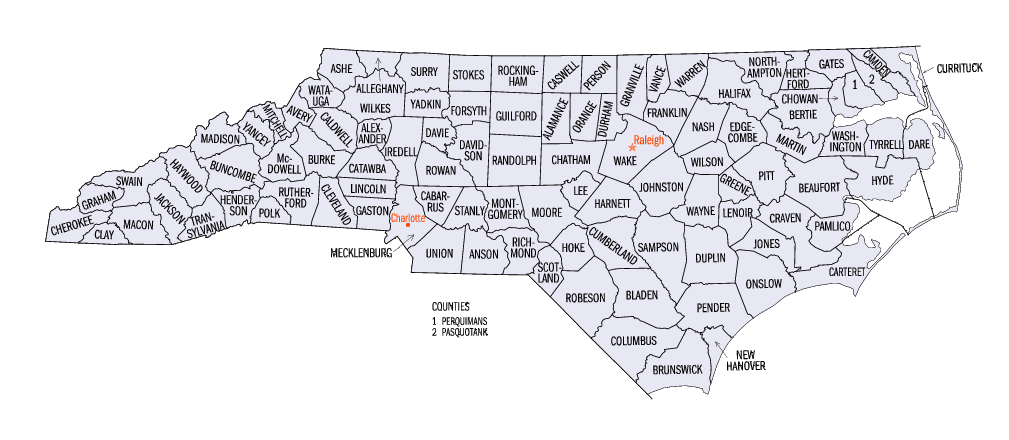
노스캐롤라이나 주의 군들

노스캐롤라이나의 주기

노스캐롤라이나의 통계 지구(North Carolina Statistical Area)는 노스캐롤라이나 주에 있는 통계 지구이다.

## 범례
| 범례      | 의미                                           |
| --------- | ---------------------------------------------- |
|           | 버지니아에 속하는 지역                         |
|           | 사우스캐롤라이나에 속하는 지역                 |
|           | 2개의 주 이상에 걸친 지역(노스캐롤라이나 해당) |
| 초록 글씨 | 다른 주에 속하는 지역의 인구 수                |
| 파란 글씨 | 노스캐롤라이나와 다른 주에 걸친 지역의 인구 수 |

## 배치도
| 복합 통계 지구                          | 인구                | 핵심 기반 통계 지구               | 인구                | 군             | 인구       |
| --------------------------------------- | ------------------- | --------------------------------- | ------------------- | -------------- | ---------- |
| 샬럿-콩코드 지구                        | 2,797,636 2,386,401 | 샬럿-콩코드-개스토니아 지구       | 2,636,883 2,225,648 | 메클렌버그     | 1,110,356  |
| 샬럿-콩코드 지구                        | 2,797,636 2,386,401 | 샬럿-콩코드-개스토니아 지구       | 2,636,883 2,225,648 | 요크           | 280,979    |
| 샬럿-콩코드 지구                        | 2,797,636 2,386,401 | 샬럿-콩코드-개스토니아 지구       | 2,636,883 2,225,648 | 유니언         | 239,859    |
| 샬럿-콩코드 지구                        | 2,797,636 2,386,401 | 샬럿-콩코드-개스토니아 지구       | 2,636,883 2,225,648 | 개스턴         | 224,529    |
| 샬럿-콩코드 지구                        | 2,797,636 2,386,401 | 샬럿-콩코드-개스토니아 지구       | 2,636,883 2,225,648 | 카바러스       | 216,453    |
| 샬럿-콩코드 지구                        | 2,797,636 2,386,401 | 샬럿-콩코드-개스토니아 지구       | 2,636,883 2,225,648 | 아이어델       | 181,806    |
| 샬럿-콩코드 지구                        | 2,797,636 2,386,401 | 샬럿-콩코드-개스토니아 지구       | 2,636,883 2,225,648 | 로완           | 142,088    |
| 샬럿-콩코드 지구                        | 2,797,636 2,386,401 | 샬럿-콩코드-개스토니아 지구       | 2,636,883 2,225,648 | 랭커스터       | 98,012     |
| 샬럿-콩코드 지구                        | 2,797,636 2,386,401 | 샬럿-콩코드-개스토니아 지구       | 2,636,883 2,225,648 | 링컨           | 86,111     |
| 샬럿-콩코드 지구                        | 2,797,636 2,386,401 | 샬럿-콩코드-개스토니아 지구       | 2,636,883 2,225,648 | 체스터         | 32,244     |
| 샬럿-콩코드 지구                        | 2,797,636 2,386,401 | 샬럿-콩코드-개스토니아 지구       | 2,636,883 2,225,648 | 앤슨           | 24,446     |
| 샬럿-콩코드 지구                        | 2,797,636 2,386,401 | 셸비 지구                         | 97,947              | 클리블랜드     | 97,947     |
| 샬럿-콩코드 지구                        | 2,797,636 2,386,401 | 앨버말 지구                       | 62,806              | 스탠리         | 62,806     |
| 롤리-더럼-캐리 지구                     | 2,079,687           | 롤리 지구                         | 1,390,785           | 웨이크         | 1,111,761  |
| 롤리-더럼-캐리 지구                     | 2,079,687           | 롤리 지구                         | 1,390,785           | 존스턴         | 209,339    |
| 롤리-더럼-캐리 지구                     | 2,079,687           | 롤리 지구                         | 1,390,785           | 프랭클린       | 69,685     |
| 롤리-더럼-캐리 지구                     | 2,079,687           | 더럼-채플힐 지구                  | 644,367             | 더럼           | 321,488    |
| 롤리-더럼-캐리 지구                     | 2,079,687           | 더럼-채플힐 지구                  | 644,367             | 오렌지         | 148,476    |
| 롤리-더럼-캐리 지구                     | 2,079,687           | 더럼-채플힐 지구                  | 644,367             | 채텀           | 74,470     |
| 롤리-더럼-캐리 지구                     | 2,079,687           | 더럼-채플힐 지구                  | 644,367             | 그랜빌         | 60,443     |
| 롤리-더럼-캐리 지구                     | 2,079,687           | 더럼-채플힐 지구                  | 644,367             | 퍼슨           | 39,490     |
| 롤리-더럼-캐리 지구                     | 2,079,687           | 헨더슨 지구                       | 44,535              | 밴스           | 44,535     |
| 그린스버러-윈스턴세일럼-하이포인트 지구 | 1,689,151           | 그린스버러-하이포인트 지구        | 771,851             | 길퍼드         | 537,174    |
| 그린스버러-윈스턴세일럼-하이포인트 지구 | 1,689,151           | 그린스버러-하이포인트 지구        | 771,851             | 랜돌프         | 143,667    |
| 그린스버러-윈스턴세일럼-하이포인트 지구 | 1,689,151           | 그린스버러-하이포인트 지구        | 771,851             | 로킹엄         | 91,010     |
| 그린스버러-윈스턴세일럼-하이포인트 지구 | 1,689,151           | 윈스턴세일럼 지구                 | 676,008             | 포사이스       | 382,295    |
| 그린스버러-윈스턴세일럼-하이포인트 지구 | 1,689,151           | 윈스턴세일럼 지구                 | 676,008             | 데이비드슨     | 167,609    |
| 그린스버러-윈스턴세일럼-하이포인트 지구 | 1,689,151           | 윈스턴세일럼 지구                 | 676,008             | 스토크스       | 45,591     |
| 그린스버러-윈스턴세일럼-하이포인트 지구 | 1,689,151           | 윈스턴세일럼 지구                 | 676,008             | 데이비         | 42,846     |
| 그린스버러-윈스턴세일럼-하이포인트 지구 | 1,689,151           | 윈스턴세일럼 지구                 | 676,008             | 야드킨         | 37,667     |
| 그린스버러-윈스턴세일럼-하이포인트 지구 | 1,689,151           | 벌링턴 지구                       | 169,509             | 앨러먼스       | 169,509    |
| 그린스버러-윈스턴세일럼-하이포인트 지구 | 1,689,151           | 마운트에어리 지구                 | 71,783              | 서리           | 71,783     |
| 페이엣빌-럼버턴-로린버그 지구           | 854,826             | 페이엣빌 지구                     | 526,719             | 컴벌랜드       | 335,509    |
| 페이엣빌-럼버턴-로린버그 지구           | 854,826             | 페이엣빌 지구                     | 526,719             | 하네트         | 135,976    |
| 페이엣빌-럼버턴-로린버그 지구           | 854,826             | 페이엣빌 지구                     | 526,719             | 호크           | 55,234     |
| 페이엣빌-럼버턴-로린버그 지구           | 854,826             | 럼버턴 지구                       | 130,625             | 로브스         | 130,625    |
| 페이엣빌-럼버턴-로린버그 지구           | 854,826             | 파인허스트-서던파인스 지구        | 100,880             | 무어           | 100,880    |
| 페이엣빌-럼버턴-로린버그 지구           | 854,826             | 샌퍼드 지구                       | 61,779              | 리             | 61,779     |
| 페이엣빌-럼버턴-로린버그 지구           | 854,826             | 로린버그 지구                     | 34,823              | 스코틀랜드     | 34,823     |
| 애슈빌-매리언-브레버드 지구             | 542,821             | 애슈빌 지구                       | 462,680             | 벙컴           | 261,191    |
| 애슈빌-매리언-브레버드 지구             | 542,821             | 애슈빌 지구                       | 462,680             | 헨더슨         | 117,417    |
| 애슈빌-매리언-브레버드 지구             | 542,821             | 애슈빌 지구                       | 462,680             | 헤이우드       | 62,317     |
| 애슈빌-매리언-브레버드 지구             | 542,821             | 애슈빌 지구                       | 462,680             | 매디슨         | 21,755     |
| 애슈빌-매리언-브레버드 지구             | 542,821             | 매리언 지구                       | 45,756              | 맥도웰         | 45,756     |
| 애슈빌-매리언-브레버드 지구             | 542,821             | 브레버드 지구                     | 34,385              | 트랜실베이니아 | 34,385     |
| 로키마운트-윌슨-로어노크래피즈 지구     | 297,064             | 로키마운트 지구                   | 145,770             | 내시           | 94,298     |
| 로키마운트-윌슨-로어노크래피즈 지구     | 297,064             | 로키마운트 지구                   | 145,770             | 에지컴         | 51,472     |
| 로키마운트-윌슨-로어노크래피즈 지구     | 297,064             | 윌슨 지구                         | 81,801              | 윌슨           | 81,801     |
| 로키마운트-윌슨-로어노크래피즈 지구     | 297,064             | 로어노크래피즈 지구               | 69,493              | 핼리팩스       | 50,010     |
| 로키마운트-윌슨-로어노크래피즈 지구     | 297,064             | 로어노크래피즈 지구               | 69,493              | 노샘프턴       | 19,483     |
| 그린빌-킨스턴-워싱턴 지구               | 283,685             | 그린빌 지구                       | 180,742             | 피트           | 180,742    |
| 그린빌-킨스턴-워싱턴 지구               | 283,685             | 킨스턴 지구                       | 55,949              | 르누아르       | 55,949     |
| 그린빌-킨스턴-워싱턴 지구               | 283,685             | 워싱턴 지구                       | 46,994              | 보퍼트         | 46,994     |
| 뉴베른-모어헤드시티 지구                | 193,757             | 뉴베른 지구                       | 124,284             | 크레이븐       | 102,139    |
| 뉴베른-모어헤드시티 지구                | 193,757             | 뉴베른 지구                       | 124,284             | 팜리코         | 12,726     |
| 뉴베른-모어헤드시티 지구                | 193,757             | 뉴베른 지구                       | 124,284             | 존스           | 9,419      |
| 뉴베른-모어헤드시티 지구                | 193,757             | 모어헤드시티 지구                 | 69,473              | 카터릿         | 69,473     |
| 버지니아비치-노퍽 지구                  | 1,857,626 138,917   | 버지니아비치-노퍽-뉴포트뉴스 지구 | 1,768,064 49,355    | 버지니아비치   | 449,974    |
| 버지니아비치-노퍽 지구                  | 1,857,626 138,917   | 버지니아비치-노퍽-뉴포트뉴스 지구 | 1,768,064 49,355    | 체서피크       | 244,835    |
| 버지니아비치-노퍽 지구                  | 1,857,626 138,917   | 버지니아비치-노퍽-뉴포트뉴스 지구 | 1,768,064 49,355    | 노퍽           | 242,742    |
| 버지니아비치-노퍽 지구                  | 1,857,626 138,917   | 버지니아비치-노퍽-뉴포트뉴스 지구 | 1,768,064 49,355    | 뉴포트뉴스     | 179,225    |
| 버지니아비치-노퍽 지구                  | 1,857,626 138,917   | 버지니아비치-노퍽-뉴포트뉴스 지구 | 1,768,064 49,355    | 햄프턴         | 134,510    |
| 버지니아비치-노퍽 지구                  | 1,857,626 138,917   | 버지니아비치-노퍽-뉴포트뉴스 지구 | 1,768,064 49,355    | 포츠머스       | 94,398     |
| 버지니아비치-노퍽 지구                  | 1,857,626 138,917   | 버지니아비치-노퍽-뉴포트뉴스 지구 | 1,768,064 49,355    | 서퍽           | 92,108     |
| 버지니아비치-노퍽 지구                  | 1,857,626 138,917   | 버지니아비치-노퍽-뉴포트뉴스 지구 | 1,768,064 49,355    | 제임스시티     | 76,523     |
| 버지니아비치-노퍽 지구                  | 1,857,626 138,917   | 버지니아비치-노퍽-뉴포트뉴스 지구 | 1,768,064 49,355    | 요크           | 68,280     |
| 버지니아비치-노퍽 지구                  | 1,857,626 138,917   | 버지니아비치-노퍽-뉴포트뉴스 지구 | 1,768,064 49,355    | 글로스터       | 37,348     |
| 버지니아비치-노퍽 지구                  | 1,857,626 138,917   | 버지니아비치-노퍽-뉴포트뉴스 지구 | 1,768,064 49,355    | 아일오브와이트 | 37,109     |
| 버지니아비치-노퍽 지구                  | 1,857,626 138,917   | 버지니아비치-노퍽-뉴포트뉴스 지구 | 1,768,064 49,355    | 커리턱         | 27,072     |
| 버지니아비치-노퍽 지구                  | 1,857,626 138,917   | 버지니아비치-노퍽-뉴포트뉴스 지구 | 1,768,064 49,355    | 사우샘프턴     | 17,631     |
| 버지니아비치-노퍽 지구                  | 1,857,626 138,917   | 버지니아비치-노퍽-뉴포트뉴스 지구 | 1,768,064 49,355    | 윌리엄스버그   | 14,954     |
| 버지니아비치-노퍽 지구                  | 1,857,626 138,917   | 버지니아비치-노퍽-뉴포트뉴스 지구 | 1,768,064 49,355    | 포쿼슨         | 12,271     |
| 버지니아비치-노퍽 지구                  | 1,857,626 138,917   | 버지니아비치-노퍽-뉴포트뉴스 지구 | 1,768,064 49,355    | 게이츠         | 11,573     |
| 버지니아비치-노퍽 지구                  | 1,857,626 138,917   | 버지니아비치-노퍽-뉴포트뉴스 지구 | 1,768,064 49,355    | 캠던           | 10,710     |
| 버지니아비치-노퍽 지구                  | 1,857,626 138,917   | 버지니아비치-노퍽-뉴포트뉴스 지구 | 1,768,064 49,355    | 매슈스         | 8,834      |
| 버지니아비치-노퍽 지구                  | 1,857,626 138,917   | 버지니아비치-노퍽-뉴포트뉴스 지구 | 1,768,064 49,355    | 프랭클린       | 7,967      |
| 버지니아비치-노퍽 지구                  | 1,857,626 138,917   | 엘리자베스 시티 지구              | 53,061              | 패스쿼탱크     | 39,639     |
| 버지니아비치-노퍽 지구                  | 1,857,626 138,917   | 엘리자베스 시티 지구              | 53,061              | 퍼퀴맨스       | 13,422     |
| 버지니아비치-노퍽 지구                  | 1,857,626 138,917   | 킬데빌힐스 지구                   | 36,501              | 데어           | 36,501     |
| 머슬비치-컨웨이 지구                    | 553,505 136,744     | 머슬비치-컨웨이-노스머슬비치 지구 | 490,825 136,744     | 오어리         | 354,081    |
| 머슬비치-컨웨이 지구                    | 553,505 136,744     | 머슬비치-컨웨이-노스머슬비치 지구 | 490,825 136,744     | 브런즈윅       | 136,744    |
| 머슬비치-컨웨이 지구                    | 553,505 136,744     | 조지타운 지구                     | 62,680              | 조지타운       | 62,680     |
| 없음                                    | 없음                | 히커리-르누아-모건턴 지구         | 369,711             | 카토바         | 159,551    |
| 없음                                    | 없음                | 히커리-르누아-모건턴 지구         | 369,711             | 버크           | 90,485     |
| 없음                                    | 없음                | 히커리-르누아-모건턴 지구         | 369,711             | 콜드웰         | 82,178     |
| 없음                                    | 없음                | 히커리-르누아-모건턴 지구         | 369,711             | 알렉산더       | 37,497     |
| 없음                                    | 없음                | 윌밍턴 지구                       | 297,533             | 뉴해노버       | 234,473    |
| 없음                                    | 없음                | 윌밍턴 지구                       | 297,533             | 펜더           | 63,060     |
| 없음                                    | 없음                | 잭슨빌 지구                       | 197,938             | 온슬로         | 197,938    |
| 없음                                    | 없음                | 골즈버러 지구                     | 123,131             | 웨인           | 123,131    |
| 없음                                    | 없음                | 노스윌크스버러 지구               | 68,412              | 윌크스         | 68,412     |
| 없음                                    | 없음                | 포레스트시티 지구                 | 67,029              | 러더퍼드       | 67,029     |
| 없음                                    | 없음                | 컬로히 지구                       | 58,209              | 잭슨           | 43,938     |
| 없음                                    | 없음                | 컬로히 지구                       | 58,209              | 스웨인         | 14,271     |
| 없음                                    | 없음                | 분 지구                           | 56,177              | 와토가         | 56,177     |
| 없음                                    | 없음                | 로킹엄 지구                       | 44,829              | 리치먼드       | 44,829     |
| 없음                                    | 없음                | 없음                              | 없음                | 샘슨           | 63,531     |
| 없음                                    | 없음                | 없음                              | 없음                | 더플린         | 58,741     |
| 없음                                    | 없음                | 없음                              | 없음                | 콜럼버스       | 55,508     |
| 없음                                    | 없음                | 없음                              | 없음                | 메이컨         | 35,858     |
| 없음                                    | 없음                | 없음                              | 없음                | 블레이든       | 32,722     |
| 없음                                    | 없음                | 없음                              | 없음                | 체고키         | 28,612     |
| 없음                                    | 없음                | 없음                              | 없음                | 애시           | 27,203     |
| 없음                                    | 없음                | 없음                              | 없음                | 몽고메리       | 27,123     |
| 없음                                    | 없음                | 없음                              | 없음                | 하트퍼드       | 23,677     |
| 없음                                    | 없음                | 없음                              | 없음                | 캐스웰         | 22,604     |
| 없음                                    | 없음                | 없음                              | 없음                | 마틴           | 22,440     |
| 없음                                    | 없음                | 없음                              | 없음                | 그린           | 21,069     |
| 없음                                    | 없음                | 없음                              | 없음                | 포크           | 20,724     |
| 없음                                    | 없음                | 없음                              | 없음                | 워런           | 19,731     |
| 없음                                    | 없음                | 없음                              | 없음                | 버티           | 18,947     |
| 없음                                    | 없음                | 없음                              | 없음                | 얀시           | 18,069     |
| 없음                                    | 없음                | 없음                              | 없음                | 에이버리       | 17,557     |
| 없음                                    | 없음                | 없음                              | 없음                | 미첼           | 14,964     |
| 없음                                    | 없음                | 없음                              | 없음                | 초완           | 13,943     |
| 없음                                    | 없음                | 없음                              | 없음                | 워싱턴         | 11,580     |
| 없음                                    | 없음                | 없음                              | 없음                | 클레이         | 11,231     |
| 없음                                    | 없음                | 없음                              | 없음                | 앨러게이니     | 11,137     |
| 없음                                    | 없음                | 없음                              | 없음                | 그레이엄       | 8,441      |
| 없음                                    | 없음                | 없음                              | 없음                | 하이드         | 4,937      |
| 없음                                    | 없음                | 없음                              | 없음                | 티렐           | 4,016      |
| 노스캐롤라이나                          | 노스캐롤라이나      | 노스캐롤라이나                    | 노스캐롤라이나      | 노스캐롤라이나 | 10,480,437 |

## 참고
- 인구 수는 2019년 기준이며 단위는 '명'이다.
- 웨이크군은 노스캐롤라이나주 행정 기관들이 있는 롤리가 있기 때문에 굵은 글씨로 표기했다.

## 같이 보기
- 대도시 통계 지구